# Albatros (tram)

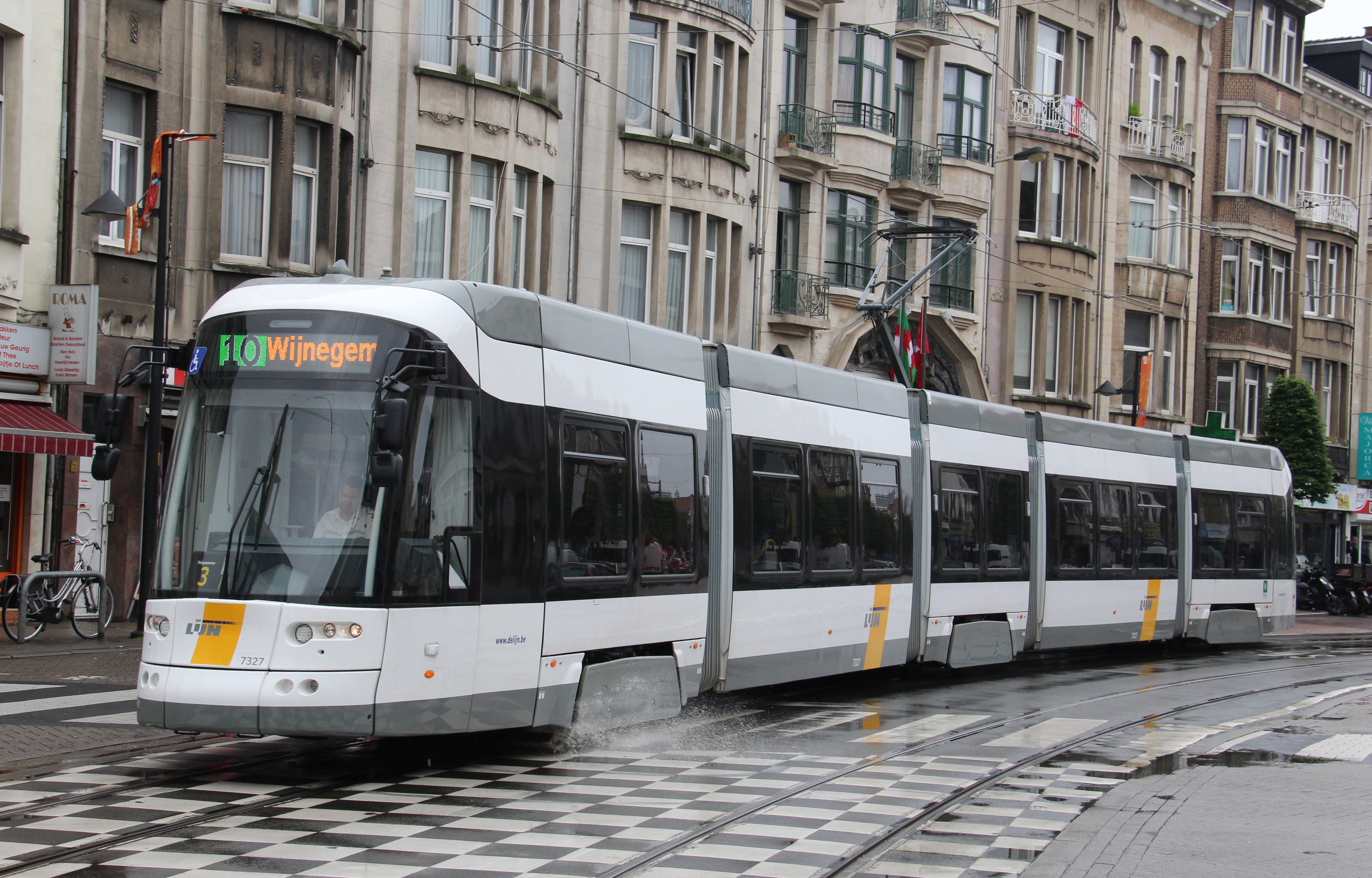
Albatrostram in Antwerpen

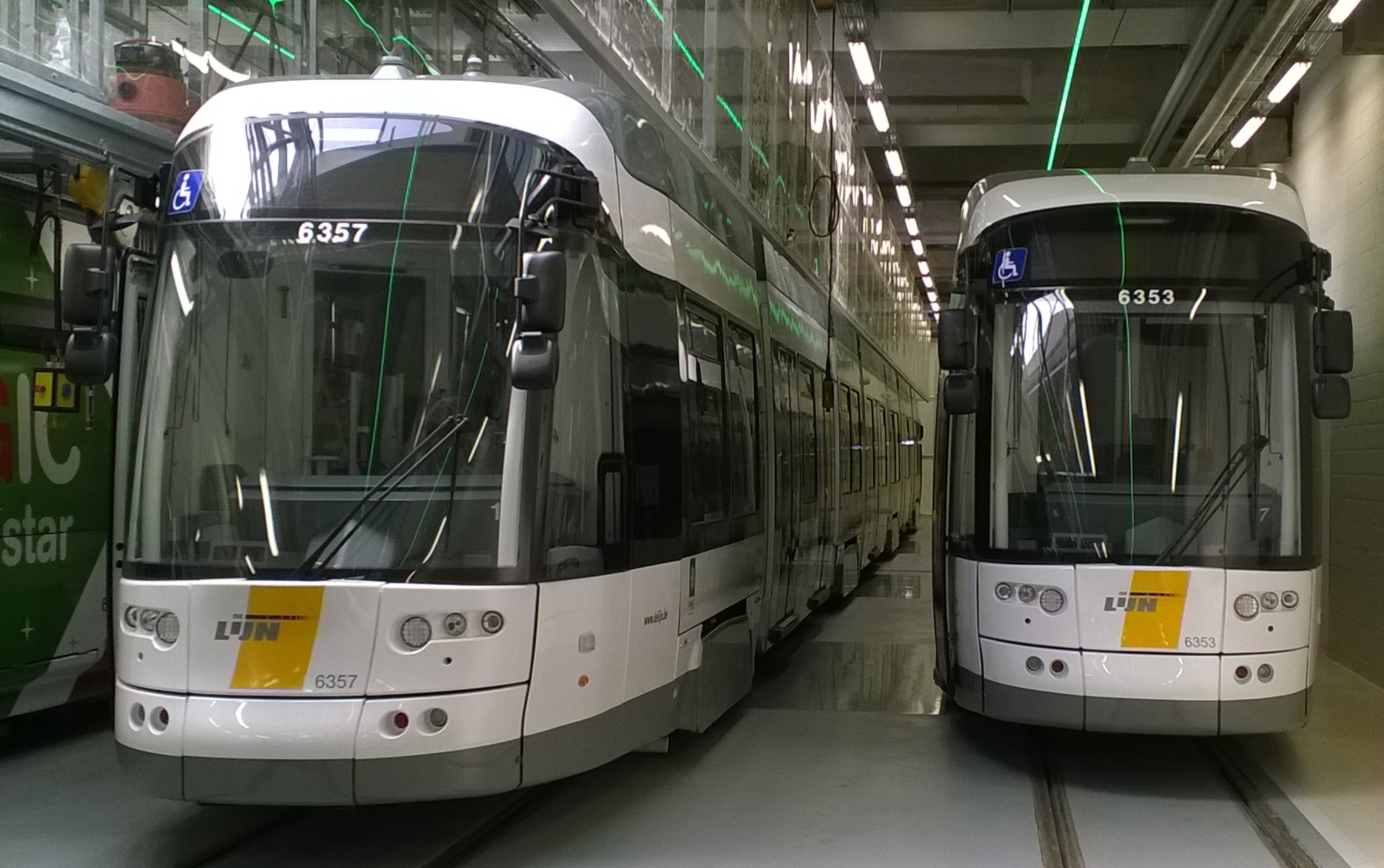
Twee zevendelige tweerichtings-Albatrostrams voor het tramnet van Gent

Albatros is de bijnaam van een aantal series lagevloertrams van de Vlaamse Vervoermaatschappij De Lijn, die sinds 2015 dienstdoen op de tramnetten van Antwerpen en Gent. Het gaat om tweerichtingsvoertuigen voor Gent en eenrichtingsvoertuigen voor Antwerpen, Flexity 2 tramstellen geleverd door Bombardier Transportation.

## Bestellingen

### Eerste serie
Op maandag 6 augustus 2012 maakte De Lijn bekend een order voor 48 Flexity 2 trams te hebben geplaatst bij de rollend materieelproducent Bombardier. 38 trams waren bestemd voor het stadsnet van Antwerpen, de overige 10 voor het stadsnet van Gent.
De eerste twee exemplaren werden midden december 2014 geleverd, de rest volgde vanaf 2015. Van die eerste 48 trams waren 20 trams zevendelig, en 28 vijfdelig.

### Tweede serie
Op 8 mei 2015 werd een vervolgbestelling geplaatst voor 40 trams, 30 zevendelige en 10 vijfdelige stellen. Het vervolgorder bestaat voor Antwerpen uit 10 kortere en 14 langere trams, voor Gent uit 16 langere trams.
| Bestelling         | Vijfdelig tramstel | Vijfdelig tramstel | Zevendelig tramstel | Zevendelig tramstel |
|                    | Antwerpen          | Gent               | Antwerpen           | Gent                |
| ------------------ | ------------------ | ------------------ | ------------------- | ------------------- |
| Op 6 augustus 2012 | 28                 | –                  | 10                  | 10                  |
| Op 8 mei 2015      | 10                 | –                  | 14                  | 16                  |
| Totaal             | 38                 | –                  | 24                  | 26                  |

## Beschrijving
De zevendelige stellen hebben een lengte van 42,7 m en een breedte van 2,3 m. Ze bieden plaats aan in totaal 341 personen, waarvan 56 op zitplaatsen en 16 op klapzetels. De vijfdelige stellen hebben een lengte van 31,4 m en een breedte van 2,3 m. Deze trams bieden plaats aan in totaal 266 personen, waarvan 54 op zitplaatsen en 22 op klapzetels. De tramstellen zijn voorzien van klimaatregeling, met aandacht voor ruimte voor kinderwagens en bagage, een lage vloer en grote ramen. De veiligheid van bestuurder en passagiers wordt gegarandeerd door camerabewaking en voor andere weggebruikers onder meer door zachte bumpers vooraan de tram.

## In dienst
De eerste tien Gentse zevendelige trams werden vanaf 11 mei 2015 ingezet op lijn 1 van het Gentse net. De eerste tien Antwerpse zevendelige trams worden ingezet op lijn 15. De eerste nieuwe trams werden vanaf mei 2015 in Antwerpen geleverd en rijden sinds september 2015 op tramlijn 15. De eerste 28 vijfdelige trams worden in Antwerpen vooral op lijnen 4 en 10 ingezet om het materieeltekort, ontstaan door de tramverlengingen naar Wijnegem en Boechout, te verhelpen. Bij de levering van het tweede order, verwacht in de tweede helft van 2016, zouden de oudste en niet gerenoveerde PCC-trams nog voornamelijk enkel tijdens de spits rijden en deels buiten dienst worden gesteld. Albatros tramstellen zijn 22 tot 35 procent zuiniger dan de oude PCC’s en goedkoper in gebruik en onderhoud. Met een nog te plaatsen nieuwe bestelling die in 2018 tot leveringen zou moeten leiden, worden alle PCC-trams vervangen.